# Arrëz
Arrëz – wieś położona w południowo-wschodniej części Albanii w gminie Barmash. Wieś znajduje się 141 kilometrów od stolicy państwa, Tirany.